# Anna Andrianova
Anna Andrianova (22 dicembre 2006) è una nuotatrice artistica russa.

## Palmarès
- Mondiali

Singapore 2025: argento nella gara a squadre programma tecnico e nella gara a squadre programma acrobatico.